# Emma Martínez
Emma Martínez (Buenos Aires, Argentina, ? - Ib., 6 de abril de 1949) foi uma actriz argentina de cinema e teatro.

## Filmografia
- 1937: La virgencita de madera
- 1938: El hombre que nació dos veces
- 1942: Amor último modelo[1]

## Vida privada
Martínez esteve casada por vários anos com o grande cómico César Ratti, a quem acompanhou tanto em cinema como em teatro e com quem adoptou um filho varão que levou seu próprio nome.